# 葉石濤
葉 石濤（よう せきとう、繁体字：葉 石濤、ウェード式：Yeh Shih-tao、発音仮名転写：イエ シータオ、1925年11月1日 - 2008年12月11日）は、台湾の現代文学作家、小説と評論を主に創作し、散文や翻訳も手がけた。

## 生涯

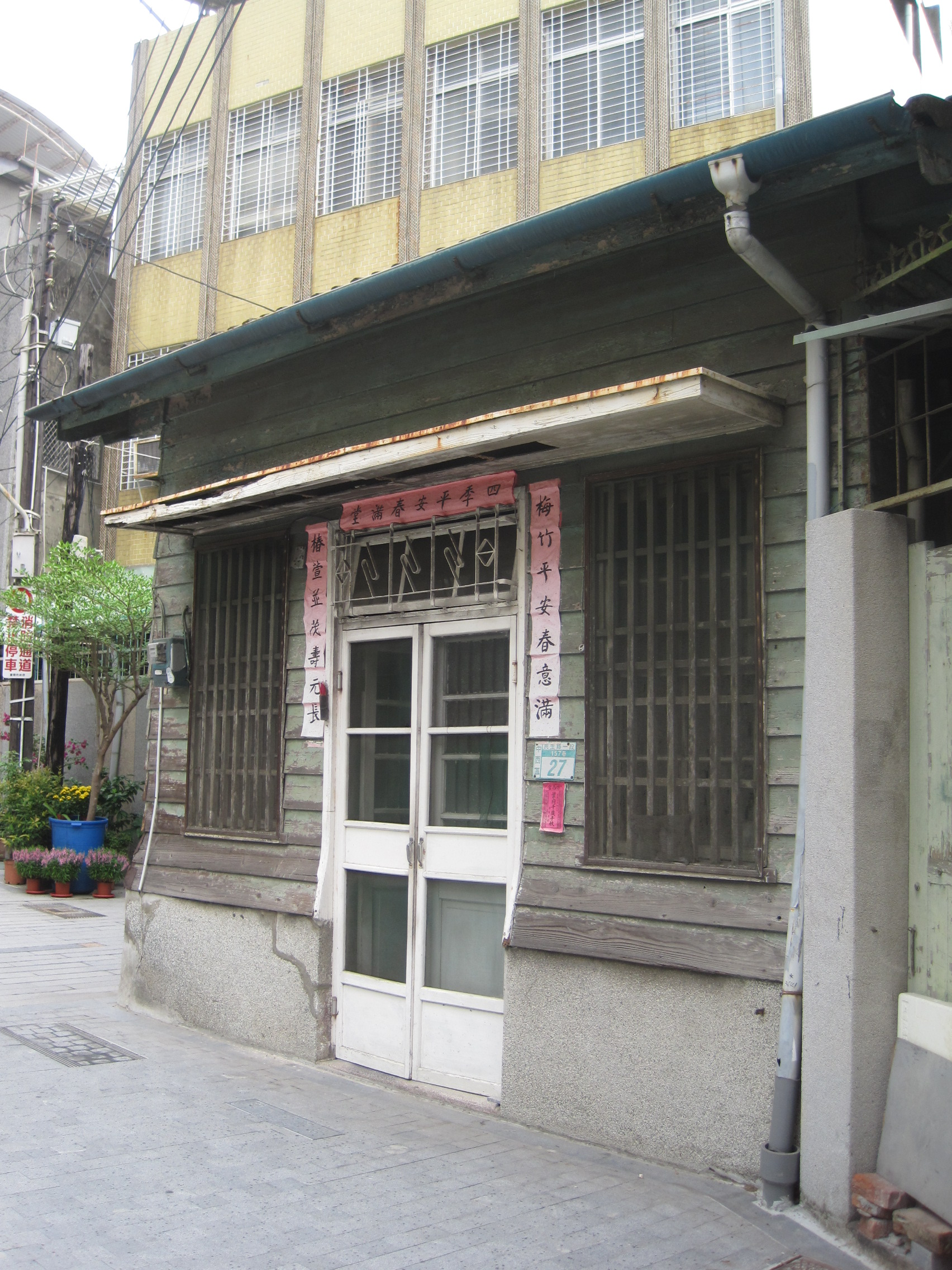
葉石涛旧居

### 日本統治時期
1925年（大正14年）11月1日、台南州台南市白金町（旧称「打銀街」、現在の台南市中西区民生路周辺）に、長男として生まれる。父は葉敦礼、母は林𤆬治。6歳の時に台南大天后宮近くの私塾に通い、2年間の漢文教育を受けた。14歳で公学校を卒業し、台南州立第二中学校（現在の国立台南第一高級中学の前身）に進学した。
16歳で小説の創作を始める。最初の小説『媽祖祭』は張文環が編集長を務める『台湾文学』に投稿され、佳作に選ばれるが、未掲載のままとなり、原稿も消失した（選考評は1943年1月31日発行の『台湾文学』第3巻第1号に掲載）。1943年3月、台南二中を卒業し、台北にて西川満が主宰する『文芸台湾』雑誌社で助手編集者を務める。この時西川満に作家としての基本姿勢を学ぶ。 同時に同雑誌上で作品の発表も始め、〈林君の来信〉、〈春怨——吾が師に捧ぐ〉などを発表した。1944年、「鄭左金」というペンネームで小説『拂曉（夜明け）』を執筆し、『台湾芸術』の文学賞で第2位（二等賞）を受賞した。この作品は同雑誌の2月号に掲載された。同年文芸台湾を辞職。台南へ戻り宝公学校（現在の台南市立人国小）の助教となる。また、皇民奉公会が出版する台湾文芸 第1巻第6号に小説『美機敗逃』を発表した。
1945年（昭和20年）2月、葉石濤は召集を受け、日本陸軍の二等兵として入営する。同年8月、日本が敗戦した後、台南に戻り、立人国民学校の教師を続ける。第二次世界大戦終結後に中国語の学習を始め、中国語での創作に挑戦する。

### 戦後初期と投獄
戦後、葉世涛は『中華日報』『新生日報』『公論日報』などの新聞に随筆、評論、翻訳などの作品を発表し始めた。
1946年、龍瑛宗が主編を務める『中華日報』の日本語欄に、小説「黛玉與寶釵」、「幻想」、「偷玻璃的人」、「江湖藝人」などを発表する。1948年には、『新生報』の副刊「橋」に小説「河畔的悲劇」、「來到台灣的唐・芬」、「澎湖島的死刑」を掲載し、評論「一九四一年後的台灣文學」も発表する。同年、『中華日報』の副刊「海風」にて小説「復讎」、「娼婦」、評論「帝俄三大作家交惡」、「日本的女作家們」を寄稿する。また、『台湾力行報』の「新文藝周刊」第三号に小説「歸鄉」を掲載する。1949年、台南市永福国小の教師に就任。翌年、『公論報』に評論「王爾德的童話」、小説「畫家洛特‧萊蒙的信函」を発表し、『中華日報』では小説「莫里斯貝尼奧斯基的遭遇」が掲載。さらに、評論「關於托瑪斯・曼的三個短篇」、「斯托爾姆的短篇小說」、「關於毛姆」、「羅蒂與台灣」、「關於摩萊耶克」、「梅禮美的卡爾們」、「論左拉的文學思想」などを次々と発表する。
1951年9月20日、27歳の時、葉石涛は国民政府保密極により逮捕される。1953年7月、台湾省保安司令部により「知匪不報（匪賊を知りながら報告しなかった）」として懲役5年の判決を受けた。 1954年9月には減刑が認められ、刑期は3年に短縮された。出獄後は台南市の「建設庁自来水督導処」で勤務した。

### 教師として
出獄後、葉は労働者として働きながら、再び教員として各地で職を転々とした。その間も、文学創作や評論を続けることは忘れなかった。
1955年、嘉義県の国小（小学校）代理教員試験に合格し、義竹郷の過路国小に赴任。翌年には路竹國小の訓導（小学校教諭）主任を務めた。1957年、代課教員としての任期が満了し、正式教員資格を取得後、南県仁徳郷の車路墘国小（現在の台南市文賢国小）に異動し、教鞭に立つ。1959年、左営の陳月得氏と結婚し、同年9月に『筆匯』第1巻第5号で評論「論日本現代文学の特質」を発表した。11月には長男・顕国が誕生し、翌年4月には次男・松齢が誕生した。1965年、葉石濤は文賢国小を去り、南師範専科学校（現台南教育大学）特別師範科に進学するため、家族とともに高雄左営（旧市街）に移住。翌年、同校を卒業し、宜蘭県冬山郷の広興国小大進分校（現在の大進国小）に赴任、1967年8月には高雄県橋頭郷の甲囲国小に転任、以後は左営に定住する。
この時期の葉石濤は、台湾文学評論に対する興味をすでに示していた。1965年には『台湾文芸』第2巻第9号に「論呉濁流『幕後支配者』」を発表し、同年11月には『文星』第97号に「台湾的鄉土文学（台湾の郷土文学）」を発表した。1966年5月には、『幼獅文芸』第24巻第5号に「獄中記」を発表し、また『台湾文芸』第3巻第12号には「呉濁流論」と「鍾肇政論」を発表した。同年、第3巻第13号には小説「男盗女娼」を発表し、8月には『自由青年』第36巻第3号に「評介鍾理和」を発表した。1967年には、「兩年來的省籍作家及其小說（二年間の省籍作家とその小説）」や「論七等生の小説（論七等生的小說）」などの評論を発表し、また小説「漂泊」、「蛇蠍」、「行医記」、「賺食世家」などを執筆し続けた。

### 台湾文学批評と台湾文学史の構築
葉石涛は長年にわたる文学創作活動に加え、文学批評や台湾文学史・理論の構築にも力を注ぎ、多数の日本語書籍を翻訳した。
1968年9月、葉石濤は初の評論集『葉石濤評論集』を出版した。1973年には『葉石濤作家論集』を、1975年には小説集『葉石濤自選集』を出版し、1977年には『夏潮』誌に「台湾郷土文学史導論」を発表した。1979年には評論集『台湾郷土作家論集』を出版し、同年5月には彭瑞金と共に『1978台湾小説選』を編纂・出版した。同年7月には鍾肇政と共に『光復前台湾文学全集』8冊を共同編集し、さらに鍾肇政らと共に鍾理和記念館の設立を発起した。
1980年、葉石濤は第1回巫永福評論賞を受賞し、同年6月には彭瑞金と共に『1979台湾小説選』を編纂・出版した。1981年6月には評論集『作家的條件（作家の条件）』を出版し、同年には鄭烱明、陳坤崙、曾貴海、許振江、彭瑞金らと共に『文学界』の創刊準備を行った。
1983年2月には編著『1982年台湾小説選』を出版し、同年4月には評論集『文学回憶録』を、9月には評論集『小説筆記』を出版した。1985年には評論集『沒有土地，哪有文學（土地がなければ、文学はない）』を、1987年2月には台湾初の文学史『台湾文学史綱』を出版し、同作は中国時報文化貢献賞を受賞した。
一方、葉石濤は数多くの日本語書籍の翻訳・出版にも貢献した。例えば、1973年には多湖輝の『思考の教室』、須貝一男の『ファッション画の技法』を翻訳して出版した。1974年には、進藤史郎『株式心理作戦』、渡辺正の『にんにく美容法』、能見正比古の『血液型と性格ハンドブック』、毎日新聞社社会学部『神への挑戦: 人間を改造する生命の科学』、中村鉱一の『やせる健康食』、田中克己の『日本人の遺伝』などを出版した。1975年には、相良守次の『欲求の心理』、平井富雄の『自己催眠術』、加藤秀俊の『人間関係』、詫摩武俊の『嫉妬の心理学』などを翻訳した。1977年には朝山新一の『性教育』、1979年には宇賀田為吉の『タバコの歴史』を翻訳して出版した。1986年には松本清張の『女囚』、1987年には夏目漱石などの著作も翻訳した。

### 戒厳令解除の後
1987年、国民政府が戒厳を解除した後、葉石涛は自身の記憶を基に自伝的または半自伝的な小説を創作し、さらに回憶録も執筆した。
1990年、葉石濤は評論集『台灣文學的悲情』『走向台灣文學』を出版し、同年5月には半自伝的小説『台灣男子簡阿淘』を発表した。1991年、彼は高雄県甲圍国小を退職し、小説集『馘首』『葉石濤集』を出版した。また、同年9月には回顧録『一個台灣老朽作家的五〇年代』を発表し、11月25日には台美基金会から人文成就賞を受賞した。葉石濤はアメリカに赴き、賞を受け取った。同年12月には『文學台灣』雑誌の創刊に参加した。
1992年と1993年には、それぞれ評論集『台灣文學的困境』、『展望台灣文學』を出版し、さらに小説集『異族的婚禮』も発表した。1993年と1995年には、第一回高雄県文学貢献賞および第一回府城文学貢献賞を受賞した。
1996年、葉石濤は回顧録『府城瑣憶』を出版し、台湾省政府新聞処の優良作品としてスポンサー出版された。同年、訳書『台灣文學集1』や小説『台灣男子簡阿淘』を発表した。
1997年には訳書『西川満小説集1』を出版し、1998年には評論『台灣文學入門』を発表した。同年、淡水工商管理学院（現在の真理大学）台湾文学科から「牛津文学賞」を受賞した。
1999年、訳書『台灣文學集2』および随筆、評論集『追憶文學歲月』と回顧録『從府城到舊城』を出版し、成功大学から名誉文学博士の称号を授与された。
2000年、小説集『西拉雅族末裔潘銀花』を発表し、同年、中国文藝協会から名誉文藝賞章、高雄市文学貢献賞、行政院文化賞を受賞した。また、9月には文化復興運動総会の副会長に就任し、随筆、評論集『舊城瑣記』を出版した。そして、成功大学台湾文学研究所での講義を始め、日文版『台灣文學史綱』が日本の研文出版社から出版された（中島利郎、澤井律之共訳）。
2001年、国立文化資産保存研究中心の準備処は「葉石濤全集収集、整理、編集計画」を発表した。同年9月には国家文芸賞を受賞し、10月にはノーベル文学賞受賞者である高行健と対談「土地、人民、流亡」を行った。12月には小説集『賺食世家』が出版された。
2002年、文建会（現在の行政院文化部）からの招待を受け、鍾鉄民、黄武忠、彭瑞金らと共に名古屋で開催された「台湾学会」に出席し、東京大学で「私の台湾文学60年」をテーマに講演を行った。
2004年には『文学台湾』で『蝶々巷春夢』シリーズ小説を発表し、同年5月には総統府の国策顧問に任命された。また、7月から10月にかけて、国家台湾文学館は「府城之星・旧城之月——葉石濤文物寄贈展」を開催し、10月15日には陳水扁総統から「二等卿雲勲章」を授与された。
2005年には高雄世界詩歌祭で、聖ルチアのノーベル賞詩人デレク・ウォーカーと「文学における海洋のイメージ」をテーマに対談を行った。
2006年には『蝶々巷春夢』を出版し、同年10月には英訳版『台湾文学史綱』が出版され、12月には『葉石濤全集』の小説巻5冊が出版された。
2008年には「文学台湾基金会」の企画のもと、彭瑞金教授の主導で、国家台湾文学館および高雄市政府文化局が共同で『葉石濤全集』随筆巻7冊、評論巻7冊、資料巻1冊を出版した。

### 死去
2008年4月、当時葉石濤は高雄榮民総医院にて入院していたため、4月27日、高雄榮総の門診大楼1階の第二会議室にて「《葉石濤全集》新書発表会」が開催された。本人は会場に出席することを希望していたが、医師による病状評価の結果、出席は叶わなかった。そのため、家族が代表として出席し、妻である陳月得氏が参加者に挨拶を行い、息子の葉松齡氏が代理で挨拶を行った。
2008年12月11日、葉石濤於高雄榮總にて病死、享年83歳であった。 12月26日、馬英九総統は褒揚令を発布した。2009年12月6日、葉石涛紀念銅像が高雄市中央公園内の高雄文学館横の湖畔に設置され、 2012年8月、葉石濤文学記念館が台南に開館した。

## 台湾文学史観
葉石濤は、日治時代および戦後の戒厳令期を経て、台湾人意識を反映させた郷土文学を通じて、台湾の文学史観を構築すべきだと考えていた。
彭瑞金の『台灣新文學運動四十年』に対する書評を執筆する際、葉石濤は台湾文学が世界文学の一部であり、いかなる外来の支配民族にも従属しないことを強調した。たとえ日本統治時代であっても、台湾文学は日本文学の延長線上にあるわけではなく、戦後の台湾文学も中国文学に従属するものではないと述べている。　この考えは、特に『文藝台湾』での経験を経て、従来のロマン主義から写実主義的価値観への転回、また、台湾文学が日本文学の延長であるとされてきた統治時代の価値観に対する懐疑的な視点が語られている。葉石濤は台湾の郷土文学を確立し、文学を通じて生まれた社会背景や環境、さらには文学の継承や変遷を元に、台湾文学の歴史観を構築しようとした
1977年、『夏潮』誌に「台灣鄉土文學史導論」を発表した。この論文は、台湾郷土文学論争が繰り広げられていた時期に発表されたものであり、特筆すべきは、彼が「郷土文学」の概念を基盤にして、さらに「郷土文学史」の概念を発展させた点である。葉石濤は、台湾文学は中国文学の普遍性を持ちながらも、島嶼における民族的経験と植民地経験を経て、中国文学とは異なる精神と内容を持つように発展したと考えている。
葉石濤の文学作品や発言の中には、しばしば台湾意識をによる文学史観が見受けられる。
- 1985年、「沒有土地，哪有文學？（土地がなければ文学もないのだろうか？）」というタイトルで評論集を出版した。
- 『台灣文學史綱』では、「私は台湾文学史の主要な輪郭を記すことを誓った。その目的は、台湾文学が歴史の流れの中でどのように強い自主的意志を発展させ、独自の台湾的性格を形作ったのかを明らかにすることである」と述べている[11]
- 2001年に国民文学賞を受賞した際、「私は常に文学は地上の塩であると信じている。『塩』はもともと些細なものであるが、私たちの身体の健康には必要不可欠である。同時に、それは私たちが食物を調理する際にも欠かせないものである。文学も地上の塩のように、社会における作用は一見見えにくいかもしれない。しかし、私は文学が人々の心の構造を変革し、無限の向上力を発揮することができると信じている」と語った。[12][13]
- 2006年に高雄市文化局から出版された『葉石濤全集』の「自序」において、葉石濤は次のように述べている。「台湾文学は台湾の土地と人々の真実の生活を反映してきた。日本統治時代以来、台湾の作家たちは常に民衆と共にあり、民主的で自由な生活を求め続けてきた。私は一生をかけて台湾文学の確立に尽力することを志し、この揺るぎない信念こそが、名利を求める争いを離れ、ただ自分が書きたいものを書くことを可能にしたのである。」[10]

## 冤罪
2018年12月7日、促進転型正義委員会は、文書「促転三字第1075300145A号」により 葉石濤に対する「匪諜と知りながら密告・告発しなかった」とする有罪判決およびその刑の宣告を正式に取り消した。

## 栄誉

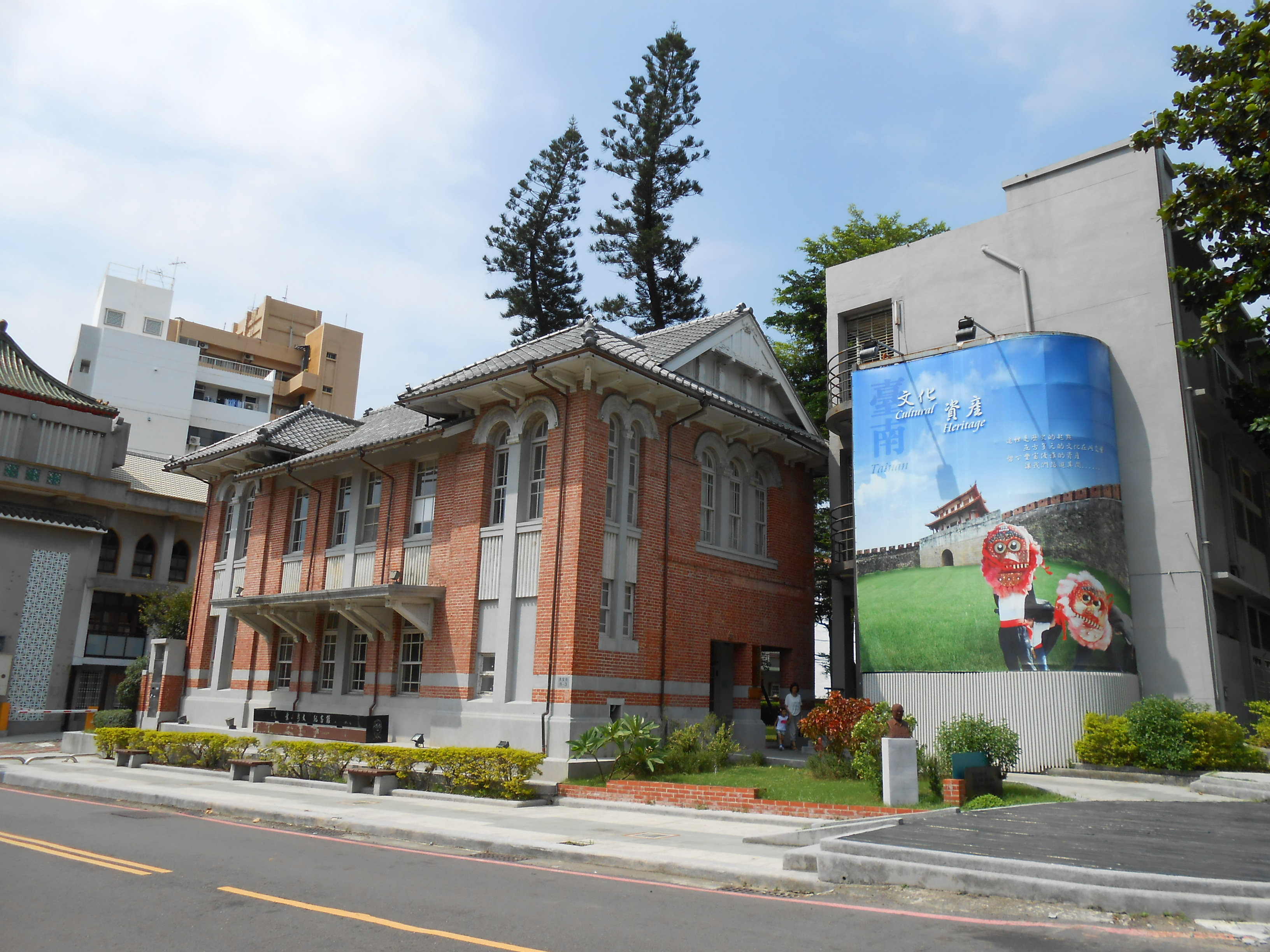
葉石涛文学紀念館（2013年）。

葉石濤は、中国文芸協会の中国文芸章・文芸評論賞、台美基金会人文成就賞、中国時報文化貢献賞、真理大学台湾文学家牛津賞、高雄県文学賞などを受賞した。1999年には成功大学より名誉文学博士号を授与され、同大学台湾文学研究所の教授を兼任した。 2000年には行政院文化賞、2001年には国家文芸賞を受賞し、また2000年には陳水扁政権により文化総会副会長および国策顧問に任命された。これらの栄誉は、長年にわたり孤独な創作の道を歩み続けた葉石濤にとって、ささやかな慰めとなった。

### 中華民国勲章
- 二等卿雲勳章（2004年10月15日於台北総督府にて授与[16]）

## 評価
- 1998年、淡水工商管理学院が「オックスフォード文学賞」授与に際して以下のような賛辞を送っており、彼がにおいて占める重要な地位を言い当てている。「台湾文学の漆黒の闇の時／郷土をもって灯火を掲げ／台湾文学が道を失っていた時／台湾意識で新しい道を開く／台湾文学の座標軸であった一生」[17][18]
- 彭瑞金は、葉石濤の文学評論の特徴について次のように述べている。「葉石濤の文学評論と文学史は、彼が1965年に文壇へ復帰して以来、一貫して台湾文学の観察者としての役割を果たしてきたことを示している。彼の広範な世界文学の視野、豊富な知識、台湾作家としての使命感、そして実際の創作経験が、彼の文学評論に独自の特色を与えている。彼の評論は学術的な流派に固執することなく、台湾作家としての立場にしっかりと根ざしながら発言している。また、自身の創作経験があるからこそ、彼の評論は文学の本質から乖離することがなかった。」[19]
- 趙慶華は、葉石濤の作品に見られる社会批判と自己省察について述べている。「彼（葉石濤）は決して『社会的責任』を放棄することができなかった。それは彼にとって、作家としての天職であった。『作家は貧しく苦しむ民衆を無関心で見過ごしてはならず、彼らの境遇に共感しなければならない。もし作家が人間の価値への共感を失えば、文学には何の意味もない……。だからこそ、私は文学には道徳的な目的が必要だと考える。作家は社会に関与し、現実生活を映し出し、人道主義的な視点から、弱者が生きる勇気を見出す手助けをすべきである……。』」[20]
- 2001年、葉石濤が国家文芸賞を受賞した際の授賞理由には、彼の台湾文学への多面的な貢献が言及されている。「葉石濤氏は、日本統治時代から戦後世代における重要な作家であり、小説創作、文学評論、文学史の構築、さらには文学翻訳において卓越した業績を残した。彼は、天の命運を受けたと言い、言語の壁や政治的困難を乗り越え、生涯を文学の探求に捧げた。1940年代以降、台湾文学に名称と定義を与え、それを学術的に確立させた。60年以上にわたって創作活動を続け、今なお文学と美学の深化に努めている。彼の作品は民族、ジェンダー、階級の問題を等しく取り上げ、その包容力において国家文学の模範となるにふさわしい。」[21]
- 盛浩偉は、葉石濤の台湾文学に対する包容的な姿勢について次のように述べている。「彼（葉石濤）の『台湾文学』の枠組みにおける精神は、台湾を文学創作の基盤とするすべての作家を包含し、台湾の土地や台湾の人々の真実の生活を反映するすべての作品を受け入れることにある。それは包容と交流の精神であり、多様性を受け入れる立場である。このような広い心を持つ彼は、白色テロによる迫害や少数派としての苦難を経験しても、決して狭量にはならなかった。」[22]

## 逸話
- 雲門舞集の創設者である林懷民は、葉石濤のサポートを受けた後輩である。ある時、林懷民は葉石涛の家を訪れた際、暑さに耐えられなくなり、その後特別にエアコンを取り付けて葉石涛に贈った。しかし、葉夫妻はそれを使うのを惜しみ、10年間でおそらく5回も使わなかったが、友人が訪れるたびに、このエアコンは林懷民から贈られたものだと嬉しそうに話していたという。[23]
- 自分自身には節約家でありながら、同僚にはとても寛大であった。成功大学台湾文学研究所で教えていた時、学期末には必ずすべての教師と学生を招待して食事をし、授業料を全額出して学生たちをもてなしていたという。[23]
- 若い頃の葉石濤は非常に世の中に対して不満を抱いていた。師範学校を卒業後、高雄（当時は高雄に住んでいた）に配属されず、さらに何度も原稿を退けられたことに不満を抱き、その気持ちを鍾肇政に宛てた書簡に吐露していた。 師範学校に在学中、すでに「文学の鬼になりたい」という志を立てていた。

## 翻訳・日本語作品

### 小說
- 『台湾男子簡阿淘(チェンアタオ)』西田勝訳 法政大学出版局 2020
- 『林からの手紙』中島利郎, 河原功訳 日本統治期台湾文学日本人作家作品集, 第5卷  緑蔭書房1998
- 『春怨――我が師に』中島利郎, 河原功訳 日本統治期台湾文学日本人作家作品集, 第5卷  緑蔭書房1998
- 『シラヤ族の末裔・潘銀花 : 葉石濤短篇集』中島利郎訳 台湾郷土文学選集 4 山本書店研文出版部  2014

### 文學評論
- 『台湾文学史』中島利郎、澤井律之共訳　山本書店研文出版部　2000年

## 参考リンク
- 台湾本土文学の作家 | 葉石涛
- 台南市政府文化局 - 葉石涛文学紀念館
- みんなの台湾修学旅行ナビ - 葉石濤文学紀念館